# Musée Jean-Charles-Cazin de Samer
 (février 2021).
Si vous disposez d'ouvrages ou d'articles de référence ou si vous connaissez des sites web de qualité traitant du thème abordé ici, merci de compléter l'article en donnant les références utiles à sa vérifiabilité et en les liant à la section « Notes et références ».
Le musée Jean-Charles-Cazin est un musée municipal d'art situé dans la commune de Samer dans le Pas-de-Calais. Il est labellisé « musée de France » depuis le 1er février 2003. 
Fermé depuis 2018 pour travaux, la réouverture a lieu le 23 septembre 2024.

## Localisation
Le musée est situé au 84 place du Maréchal-Foch à Samer, au premier étage de la mairie.

## Historique

### La fondation
L’initiative d’un musée à Samer associant l’histoire de Jean-Charles Cazin à celle de ses amis boulonnais Constant et Ernest Coquelin, membres de la Comédie-Française, en revient à M. Albert Durieux et à Mme Henri Mory qui, en 1937, fait don à la commune de Samer du tableau La Boulangerie des Frères Coquelin et aussi à M. Louis Géneau,adjoint au maire de Samer et amoureux d’art, qui côtoie les artistes parisiens et locaux présents à Équihen dans les années 1930. Marie Cazin y meurt en 1924 et reste, après la mort de son époux en 1901, propriétaire aussi de la maison natale de Cazin à Letoquoi.

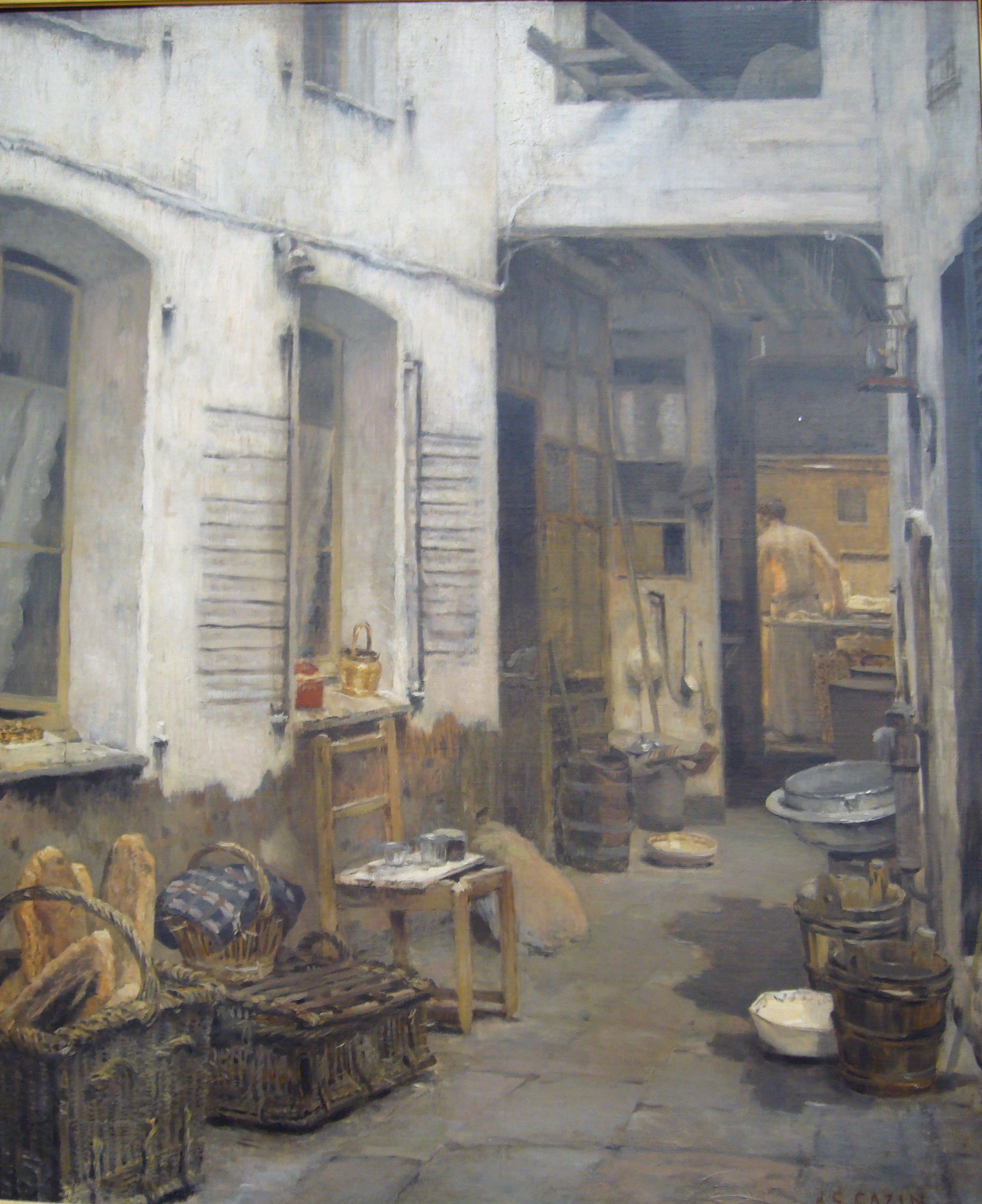
CAZIN Jean Charles, La Boulangerie Coquelin, huile sur toile, 115 x 97 cm. Samer, musée municipal, inv. n° 2013.0.110. Don de Mme Mory en 1937

Pour la pose de la première pierre du musée et l’inauguration de la statue en l'honneur de Jean-Charles Cazin (bronze de 1905 - Marie Cazin) au jardin public de Samer le 26 juillet 1936, Auguste Chabert, ancien assistant de Constant Coquelin, réussit à faire venir de nombreux artistes prestigieux (chanteurs de l’opéra, comédiens, chansonniers…).
Les travaux pour le musée sont en bonne partie subventionnés par Mme Mory. On retrouve le plan de construction dans les archives municipales.  un musée Cazin-Coquelin voit le jour à la fin des années 1930, l’inauguration est prévue le 1er octobre 1939. Des œuvres de la famille Cazin, dont on a la liste, doivent y être présentées. Y sont exposés le tableau de La Boulangerie Coquelin acheté en 1936 à Paris par Georges Mory, mandaté par sa tante Mme Henri Mory ainsi que des œuvres léguées par Berthe Cazin et d'autres artistes. La déclaration de la Seconde Guerre mondiale empêchera cette inauguration.

### Un second souffle
Il faut arriver aux années 1950 pour qu’un premier inventaire soit fait de ce qui reste à Samer. Une procédure d’expertise et de dommages de guerre est entamée en 1954-1955. De nombreuses œuvres ont disparu depuis 1939. La direction des musées de France apprend l’existence d’un musée à Samer en 1957.
C’est sous l’impulsion de M. Basilien, nouveau maire de Samer et de son équipe que la deuxième histoire du musée Cazin prend corps. Une correspondance est retrouvée retraçant les dons de Mme Berthe Cazin et de M. Auguste Chabert par l’intermédiaire de Mme Delagneau, conservatrice du musée de Boulogne. Plus de 60 œuvres de la famille Cazin (tableaux, dessins, céramiques) sont enregistrés en mairie à cette époque mais sans datation précise. Une bonne partie des œuvres reste introuvable à ce jour. Un premier inventaire officiel est effectué en 1962-1963 faisant apparaître les dépôts des musées de Tours et Boulogne et ce qui reste des dons initiaux.
Les travaux importants engagés par la municipalité permettent la réouverture du musée le 5 août 1962 en présence du sous-préfet. Le directeur des musées de France y est invité. Une gerbe est déposée par Mme Delagneau auprès de la statue de Jean-Charles Cazin au jardin public.
Les archives municipales disposent d’un courrier chaleureux du 30 juillet 1962 de Berthe Cazin s’excusant de son absence. Elle a 90 ans et vit à Sèvres.
Une deuxième manifestation a lieu le 14 juin 1964. Là aussi, un télégramme est envoyé par Berthe Cazin. Elle meurt en 1971.
Dans les années 1970, on retient le don d'Adolphe Vincent, ancien député du Pas-de-Calais, natif de Desvres et avocat à Paris, avec plusieurs œuvres de Cazin et autres artistes (Chigot, Puvis de Chavannes, Ortiz…). Ce don ne faisait, jusqu’à ce jour, partie d’aucun inventaire même officieux. Des données d’archives et certains tableaux retrouvés attestent de ce don . Pendant cette période, on retient aussi deux propositions d’achat refusées par le conseil municipal de Samer :
- l’une, faite par le musée des Beaux-Arts de Tours, concerne le tableau faisant partie de la trilogie Judith. Le musée de Bormes-les-Mimosas possède un tableau de Judith au Camp Jean-Charles Cazin.
- l’autre concerne le tableau célèbre de Jean-Charles Cazin appelé Le Chantier ou les Quais de Boulogne-sur-Mer (1876). De retour d’Angleterre et installé à Boulogne, Cazin tente de faire revivre la technique de la peinture à la cire. Ce tableau sera exposé à Paris avec beaucoup de succès et inaugurera la reconnaissance officielle du peintre. Il sera acheté par le musée américain de Cleveland.

Les archives municipales disposent aussi de cette longue correspondance entre M. Basilien et le docteur Gabriel Weisberg (conservateur du musée de Cleveland et spécialiste de la peinture réaliste) concernant le prêt aux musées américains (période 1979-1982) du tableau La Boulangerie Coquelin dans le cadre de la grande exposition « the realist tradition : French Painting and Drawing 1830-1900 ». Le tableau est restauré grâce à un mécène américain M. Butkin qui meurt avant de le voir exposé.
Depuis les années 1990 et surtout depuis 2010, le musée de Samer s’est enrichi de tableaux, dessins, céramiques, gravures… De nombreux documents historiques, biographiques, photos et aussi œuvres de Marie Cazin (buste funéraire de Jean-Charles Cazin et un bas-relief de grande dimension) ont été retrouvés et sont en voie de remise en valeur.
Le musée est labellisé « musée de France » depuis le 1er février 2003. 
En 2018, le musée ferme le temps d'être réaménagé. Il rouvre le 23 septembre 2024,.

## Collections

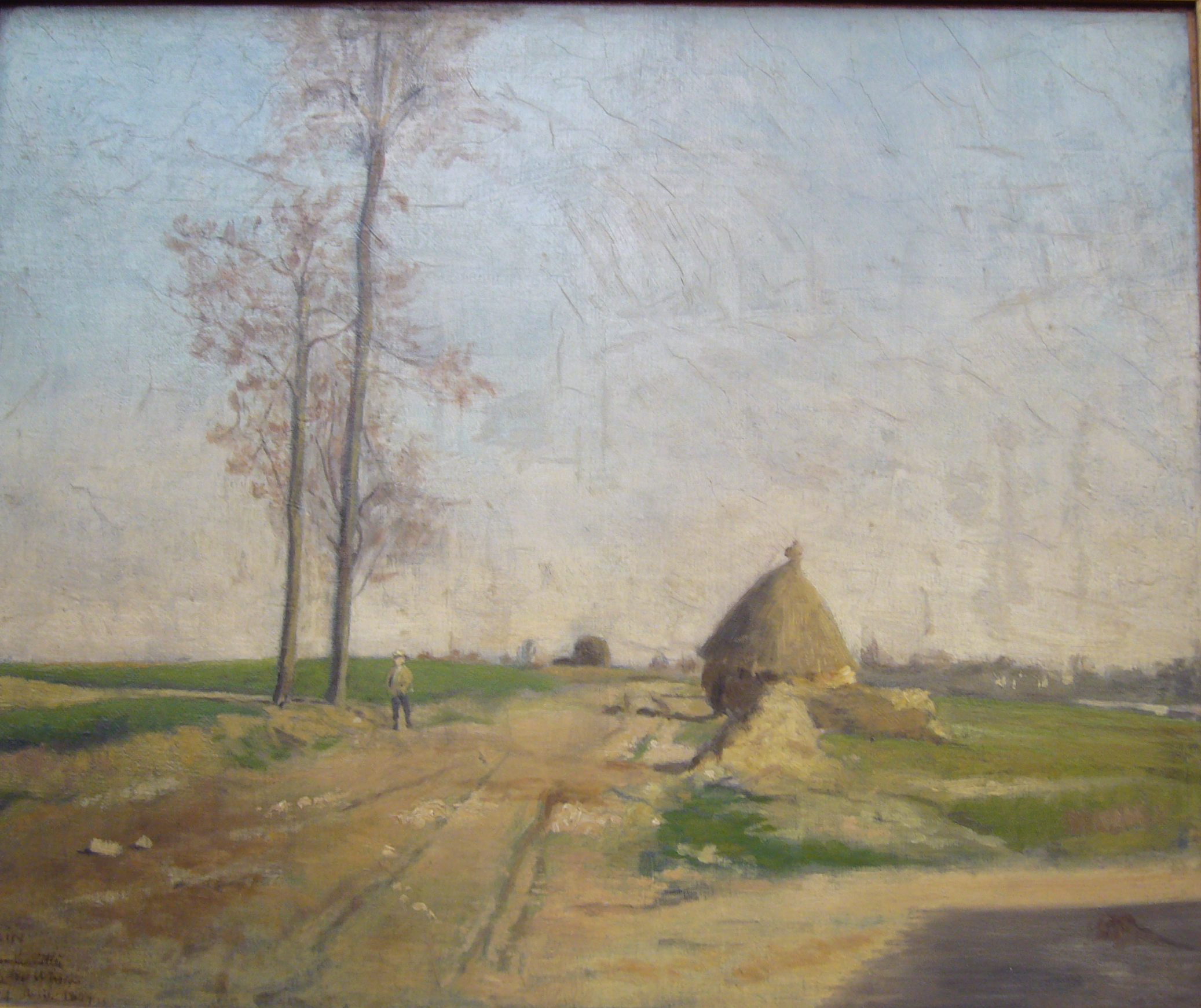
Jean-Charles Cazin, La Croix de la vallée - Plaine de Wissous, 1 avril 1894, huile sur toile, 38 x 46 cm. Samer, musée municipal, inv. n° 2013.0.49. Acquisition en 2010.

Installé à l'étage de la mairie, le musée conserve environ 200 œuvres : 41 tableaux, 70 dessins, 24 gravures, 16 céramiques, 13 médailles et un ensemble de photographies et plaques de verre, œuvres de Jean-Charles, Marie, Jean-Michel et Berthe.
Régulièrement le musée s'enrichit d’œuvres acquises en salle des ventes : 2 en 2020 ; 3 en 2019 ; 12 en 2018 ; 3 en 2017, etc.

## Société des amis du musée Cazin
Depuis avril 2018, une société des amis du musée a été créée afin d'encourager à la reconnaissance et au développement de ce musée.
Avec le soutien de la mairie, la société procède régulièrement à l'acquisition d'oeuvres des Cazin afin de compléter la collection du musée, notamment en ce qui concerne les oeuvres graphiques.
Sur proposition de la Société, le jardin public de Samer a également été nommé Jardin public Cazin.

## Pour approfondir